# Igreja das Mercedes de Sucre

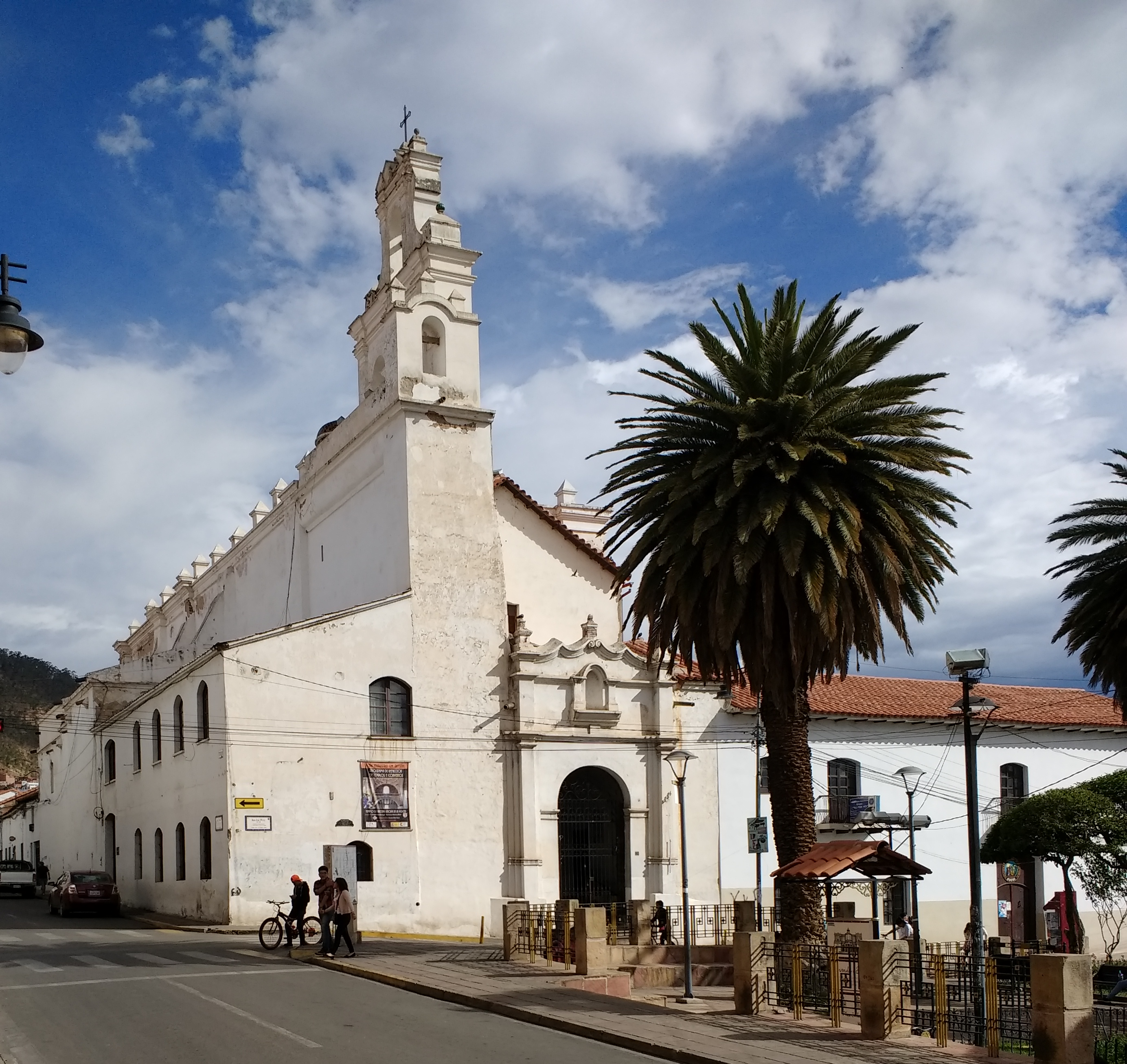

A Igreja das Mercedes é uma templo religioso de culto católico romano e sob a patrono da Virgem das Mercês na cidade de Sucre, na Bolívia.

## Historia e descrição
Foi construída entre os anos 1581 e 1630, o mais destacado de esta igreja de três naves são os lenços de Melchor Pérez de Holguín e o retábulo do altar maior, talhado em cedro e dourado ao estilo barroco.
Também conta com um púlpito de madeira, de estilo barroco mestiço. Sua espadaña se levanta assimétrica sobre as bóvedas da cobertura.